# Nackt unter Affen
Nackt unter Affen (Originaltitel: Eva, la Venere selvaggia) ist ein Abenteuer-Trashfilm aus der italienischen Genreproduktion der 1960er Jahre. Seine deutsche Erstaufführung fand am 20. Juni 1969 statt. Aus kommerziellen Erwägungen wurde der Film in vielen Ländern mit Anspielungen auf King Kong, so im deutschsprachigen Raum durch den Alternativtitel King Kong und die braune Göttin, vermarktet.

## Inhalt
Drei Söldner verüben einen Raub; einer, Albert, hintergeht die beiden anderen. Ein Mediziner operiert mit seinem Assistenten einen Chip in ein Menschenaffenhirn. Burt Dawson, der überlebende der Söldner, macht sich mit seinem Freund Robert und dessen Schwester Diana auf ins kenianische Landesinnere. Ein riesiger Affe entführt Diana. Robert soll erpresst werden und Albert, der den Affen manipuliert, dadurch reich. Burt soll durch Robert in eine Falle gelockt werden. Eva, die weiße Herrin des Dschungels, die die Affensprache beherrscht, kommt mit animalischen Freunden zu Hilfe. Aber auch sie wird gefangen. Schließlich gelingt es Burt, die Damen zu befreien, die von Albert, der mit seinen operierten Affen die Weltherrschaft anstrebte, ihm zu dienen im Käfig gehalten wurde, und happyendet mit Diana. Eva bleibt bei ihren haarigen Freunden im Dschungel.

## Kritik
„Ein hirnverbranntes Drehbuch, grausige Darstellungskünste, eine absolut billige Machart und in diesem Fall noch als Zugabe das Fehlen jeglicher Ironie oder auch nur Anflüge von beabsichtigtem Humor - schlicht eine filmische Totalkatastrophe.“

„Vielleicht ist EVA nicht gerade Mauris bester Film, aber mit Sicherheit ist dies seine genialste Trashgranate.“

„Verworrener [...] Abenteuerfilm über einen verrückten Forscher, der im Urwald Expirimente mit Menschenaffen anstellt, junge Mädchen raubt und am Ende von einem blonden Helden in die ewigen Jagdgründe befördert wird. Unteres Niveau, unnötig.“

## Bemerkungen
Der englische Titel King of Kong Island ist ein Beispiel für die Vermarktungsstrategie des importierenden Verleihers Dick Randall: Weder gibt es im Film einen Riesenaffen, noch einen König, noch spielt er auf einer Insel.